# Iahinovo, Kiustendil
Iahinovo (în bulgară Яхиново) este un sat în comuna Dupnița, regiunea Kiustendil,  Bulgaria. 

## Demografie
Componența etnică a satului Iahinovo
     Bulgari (96,39%)
     Nicio identificare (3,6%)
     Altele (0%)
La recensământul din 2011, populația satului Iahinovo era de 2.026 locuitori. Din punct de vedere etnic, majoritatea locuitorilor (96,39%) erau bulgari. Pentru 3,6% din locuitori nu este cunoscută apartenența etnică.